# كدسورة متشابكة
كدسورة متشابكة (الاسم العلمي:Kadsura induta) هي نوع من النباتات يتبع جنس الكدسورة من الفصيلة الشزندرية.